# Negaunee
La ville américaine de Negaunee est située dans le comté de Marquette, dans l’État du Michigan. Lors du recensement de 2010, sa population s’élevait à 4 568 habitants.

## Source
- (en) Cet article est partiellement ou en totalité issu de l’article de Wikipédia en anglais intitulé « Negaunee, Michigan » (voir la liste des auteurs).